# 周玄暐
周玄暐（1558年—？），字叔茂，號缄吾，直隸蘇州府崑山縣人，民籍，明朝政治人物。

## 生平
萬曆十三年（1585年）乙酉科應天府鄉試十三名，萬曆十四年（1586年）丙戌科會試八十名，登三甲第二百六十八名進士。都察院观政，授清丰县知县，二十一年十二月吏部考选，授南京云南道试御史，谒部時玄暐抗立公堂，踉跄指顾，旁若无人，部臣至求自罢以谢之。萬曆帝怒其蔑纪，降玄暐三级调边方，贬廣東平遠典史，二十三年升为广东电白知县，二十六年考察去職。四十四年三月因所著《泾林续纪》載有宫闱事，被逮入锦衣卫狱，卒于狱中。

## 家族
曾祖周在，曾任養利州知州贈雲南左布政使；祖父周復俊，曾任南京太僕寺卿進階正議大夫資治尹；父周泉，曾任襄府良醫正。母張氏。永感下。兄玄晔（监生）、玄曜（生员）。弟玄昭、玄晿、玄晞、玄昞、玄晫、玄時、玄暎、玄起、鳴國。